# Technika Feynmana
Technika Feynmana – technika uczenia się nazwana na cześć Richarda Feynmana, który ją stosował. Polega na użyciu prostej analogii lub metafory do wytłumaczenia dowolnego zagadnienia. Chociaż jej głównym celem jest zidentyfikowanie pytań, na które nie potrafisz odpowiedzieć, dzięki czemu znajdujesz braki we własnej wiedzy i możesz dobrze poznać to czego się uczysz.
Technika nawiązuje do słów, które często przypisywane są Albertowi Einsteinowi oraz często wspominane przy omawianiu tej techniki:
„Jeśli nie możesz czegoś prosto wytłumaczyć, to znaczy że nie rozumiesz tego dostatecznie dobrze.”
Podobną technikę stosował Charles Darwin, który wyobrażał sobie, że ktoś wszedł do jego pracowni i trzeba mu wyjaśnić to, nad czym się aktualnie pracuje.
Serwis Reddit ma stronę „Explain Like I'm Five” (ang. wyjaśnij mi jakbym miał 5 lat).

## Opis techniki
Technika składa się z czterech etapów:
1. Wybierz koncepcję.
2. Wyjaśnij tę koncepcję pisemnie, używając prostego języka.
3. Zidentyfikuj swoje braki w wiedzy.
4. Zastosuj analogię, aby wyjaśnić tę koncepcję.